# كارين نبرغ
كارين لوجيان نبرغ (بالإنجليزية: Karen L. Nyberg)‏ (ولدت في 7 أكتوبر 1969) هي مهندسة ورائدة فضاء أمريكية من الناسا. وهي المرأة الخمسين التي تذهب إلى الفضاء بعد مهمتها الأولى سنة 2008. وكانت جزءا من مهمة STS-124 إلى محطة الفضاء الدولية وفي كل من البعثات 36 و 37.

## السيرة الذاتية
نبرغ حاصلة على شهادة في الهندسة الميكانيكية من جامعة داكوتا الشمالية في عام 1994. وتابعت دراستها في جامعة تكساس في أوستن تركز على تنظيم الحرارة البشرية واختبار التمثيل الغذائي التجريبية والضابطة، وتركز على السيطرة على الحياد الحراري في بزات رواد الفضاء. في عام 1998، تخصصت درجة الدكتوراه التي تحضرها في مختبر أوستن تحديدا عن النقل البيوحراري.

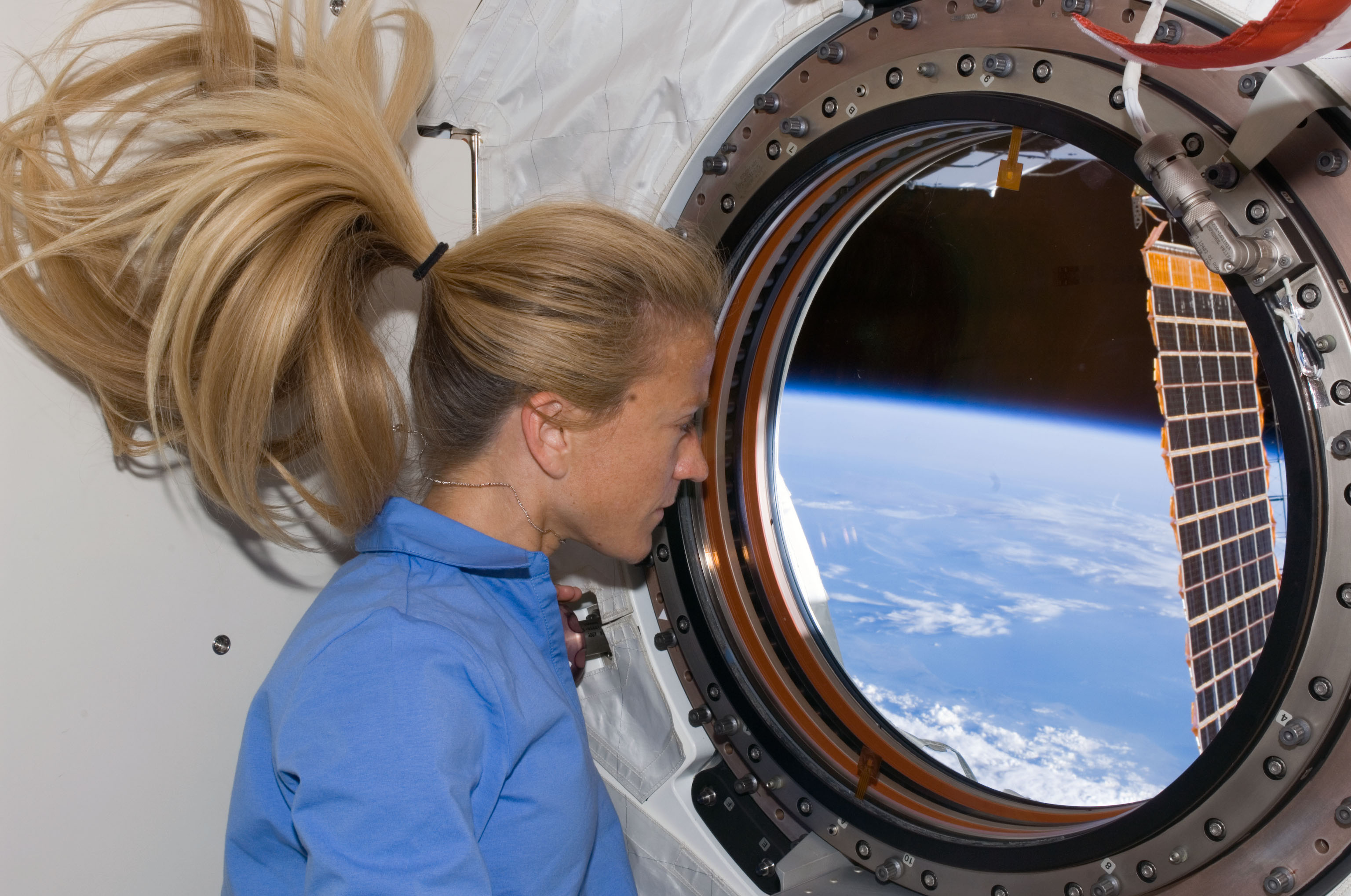
رائدة الفضاء كارين نبرغ بمحطة الفضاء الدولية خلال المهمة STS-124

## روابط خارجية
- سيرة رسمية على موقع وكالة ناسا.
- مهمات كارين نبرغ.